# Garcia Perez
García Pérez o Garcia Perez, también Garcia Peres (floreció en el siglo XIII) fue un trovador, posiblemente gallego. Por tener un apellido tan extendido, es difícil identificarlo exactamente. Es conocido por ser el autor de un único texto, y quizás haya que identificarlo con el gobernador de Galicia en 1282 y cuñado del trovador Pay Gómez Chariño. Nos llegado hasta nosotros, una tensón con Alfonso X de Castilla, sobre una pena veira por el rey, que García Pérez aconseja tirar a la basura.
Para el investigador Resende de Oliveira, en cambio, podría tratarse de un García Peres, clérigo del rey y canónigo de Sevilla, o bien otro García Peres, escribano real, ambos citados en el Repartimiento de Sevilla, y ambos castellanos.